# Paladru
Paladru korábbi község (település) Franciaországban, Isère megyében. 2017. január 1-jén Le Pin községgel egyesült és Villages du Lac de Paladru új község része lett.
Lakosainak száma 1246 fő (2018. január 1.). Paladru Saint-Ondras, Valencogne, La Bâtie-Divisin, Bilieu, Charancieu, Montferrat és Le Pin községekkel határos.

## Népesség
A település népességének változása:
| Lakosok száma | 1127 | 1181 | 2526 | 1234 | 1246 |
|               | 2013 | 2015 | 2016 | 2017 | 2018 |